# پدرینیو گائوشو
پدرینیو گائوشو (پرتغالی: Pedrinho Gaúcho; ۴ اوت ۱۹۵۳ – ۱۹ ژوئن ۲۰۱۹) بازیکن فوتبال اهل برزیل بود.
از باشگاه‌هایی که در آن بازی کرده‌است می‌توان به باشگاه ورزشی واسکو دوگاما، باشگاه فوتبال کوریتیبا، باشگاه ورزشی اینترناسیونال، و باشگاه فوتبال آوای اشاره کرد.
وی همچنین در تیم ملی فوتبال برزیل بازی کرده‌است.